# Estadio Stanley Park
El Estadio Stanley Park es un estadio que se prevé construir en Stanley Park, Liverpool, Inglaterra. El estadio fue planificado en febrero de 2003 y se esperaba inaugurar en agosto de 2012, sin embargo aparte de algunos preparativos menores del terreno no se ha empezado a construir.

## Historia
Inicialmente se esperaba inaugurar el estadio en 2006, con una capacidad aproximada de 55 000 localidades, pero los planes fueron modificados para incrementar la capacidad hasta los 60 000 con la opción de aumentarla a 71 000 si fuese necesario.
Para ello la capacidad de la grada Kop debía ser de 18 500 localidades, incrementándose en 5000 asientos. La cubierta parabólica de esta grada se ha diseñado para aumentar la presión del público. El estadio se configura en las tradicionales 4 gradas.
Debido a las dificultades de financiación, se especuló con la posibilidad de cofinanciarlo con el Everton FC, aunque está idea fue desechada por el copropietario del Liverpool Tom Hicks.
El proyecto final fue aprobado en mayo de 2008, se presentó el 19 de junio y la construcción se esperaba comenzar el 24 de junio, aunque fue retrasada primero al 28 de agosto y, más tarde, por tiempo indefinido.
Actualmente se plantea la posibilidad de ampliar la capacidad a 73 000, para lo que el club espera tener un presupuesto de 400 millones de libras en 2009. 
Tras los retrasos en la fecha de comienzo de las obras, actualmente no existe una fecha oficial de comienzo.